# Bart Ravensbergen
Bart Ravensbergen (* 14. März 1993 in Voorschoten) ist ein niederländischer Handballspieler.

## Karriere

### Im Verein
Er begann das Handballspielen beim HV Voorschoten und wechselte mit 17 Jahren zum HV Hellas. Ab 2013 spielte für den Bevo HC. Mit dem Bevo HC wurde er 2014 niederländischer Meister. 2016 wechselte er nach Frankreich zu Sélestat AHB. Ab 2018 spielte er in Deutschland für die HSG Nordhorn-Lingen. 2019 stieg er mit der HSG in die 1. Bundesliga auf. Nach zwei Spielzeiten in der 1. Bundesliga, stieg er mit der HSG wieder in die 2. Bundesliga ab. Ab dem Sommer 2023 stand er beim Bundesligisten Frisch Auf Göppingen unter Vertrag. Im März 2024 zog er sich einen Kreuzbandriss im rechten Knie zu. Im Sommer 2025 wechselte er zur HSG Wetzlar. Während der Saisonvorbereitung riss ihm das Kreuzband im linken Knie, wodurch er voraussichtlich die gesamte Saison 2025/26 verpassen wird.

### In Auswahlmannschaften
Sein erstes Länderspiel für die A-Nationalmannschaft bestritt Ravensbergen am 30. Oktober 2014 gegen Kroatien. Er nahm an der Europameisterschaft 2020 und 2022 sowie an der Weltmeisterschaft 2023 teil. Er stand im Kader für die Europameisterschaft 2024 und belegte mit den Niederlanden den 12. Platz. Bei der Weltmeisterschaft 2025 warf er ein Tor in vier Spielen und belegte mit dem Team den 12. Platz.